# Sesieutes minuatus
Espèce
Sesieutes minuatus est une espèce d'araignées aranéomorphes de la famille des Liocranidae.

## Distribution
Cette espèce est endémique de Thaïlande. Elle se rencontre dans les provinces de Chanthaburi, de Trat et de Nakhon Ratchasima.

## Description
Le mâle holotype mesure 5,20 mm et la femelle paratype 6,16 mm.

## Publication originale
- Dankittipakul & Deeleman-Reinhold, 2013 : Delimitation of the spider genus Sesieutes Simon, 1897, with descriptions of five new species from south east Asia (Araneae: Corinnidae). Journal of Natural History, vol. 47, no 3, p. 167-195.